# Щелкуново (Орловская область)
Щелкуново — деревня в Урицком районе Орловской области России.
Входит в состав Котовского сельского поселения.

## География
Расположена на левом берегу реки Орлик восточнее села Сергиевское по обеим сторонам автомобильной дороги, выходящей на автотрассу Р-120. На автодороге имеются остановки общественного транспорта.

### Улицы
| - ул. Берёзовая - ул. Берёзовая роща - ул. Центральная - ул. Щелкуново | - пер. 1-й Центральный - пер. 2-й Центральный - пер. 3-й Центральный - пер. 4-й Центральный | - пер. 5-й Центральный - пер. 6-й Центральный - пер. 7-й Центральный |

## Население
| 2010 |
| ---- |
| 17   |